# 修羅の果てまでも/義風堂々!!
『修羅の果てまでも/義風堂々!!』（しゅらのはてまでも / ぎふうどうどう）は、2010年3月24日に両A面シングルとしてキングレコードより発売された、角田信朗および日野あずき、信岡愛による「CR花の慶次〜愛」のオリジナルタイアップ曲。

## 概要
オリジナル曲「修羅の果てまでも」は大戦モード（確変）中に流れる曲で、特定条件を満たした場合のみ前作に引き続き使用された「よっしゃあ漢唄」（条件A）もしくは「漢花（おとこばな）」（条件B）が代わって流れる。いずれも前作に続いて格闘家・角田信朗が歌っている。
角田が歌うオリジナル曲「義風堂々!!」は15R大当たり中に流れ、条件によって前作曲のリミックス版である「傾奇者恋歌〜DIGI-KABUKI ver.〜」（歌っているのは角田信朗 with 傾奇エンジェルス）もしくは「ひとひらの花〜SAKURA ver.〜」（歌っているのは前回「ひとひらの花」においてサックス&コーラス担当だったklammy。）が代わって流れる。角田は、作曲を手掛けた宇崎竜童が中学生のころからのファンであったといい、映画『ゴジラ・モスラ・キングギドラ 大怪獣総攻撃』（2001年）での共演をきっかけに交流を持ち、本曲の制作に繋がった。
オリジナル曲「最後の戦士〜DARING WARRIOR〜」は本作からもののふリーチからのプレミアム大当たり時に流れるようになった曲で、歌っているのは花の慶次シリーズ初となる信岡愛。

## 収録曲
1. 修羅の果てまでも
作詞：原哲夫　作曲・編曲：渡部チェル　歌：角田信朗
2. 義風堂々!!
作詞：北原星望　作曲：宇崎竜童　編曲：明石昌夫　歌：角田信朗
3. 最後の戦士〜DARING WARRIOR〜
作詞：原哲夫　作曲：畑公夫　編曲：河野陽吾　歌：信岡愛
4. 傾奇者恋歌〜DIGI-KABUKI ver.〜
作詞：北原星望　作曲：池毅　編曲：米光　歌：角田信朗 with 傾奇エンジェルス
5. ひとひらの花〜SAKURA ver.〜
作詞：原哲夫、森由里子　作曲・編曲：後藤次利　歌：klammy
6. 義風堂々!!〜月語り ver.〜
作詞：北原星望　作曲：宇崎竜童　編曲：明石昌夫、若草恵　歌：角田信朗
7. 修羅の果てまでも（カラオケ）
8. 義風堂々!!（カラオケ）
9. 最後の戦士〜DARING WARRIOR〜（カラオケ）
10. 傾奇者恋歌〜DIGI-KABUKI ver.〜（カラオケ）
11. ひとひらの花〜SAKURA ver.〜（カラオケ）
12. 義風堂々!!〜月語り ver.〜（カラオケ）